# Laeiszhalle
La Laeiszhalle  (lit. ‘Sala de Laeisz’; pronunciado [L/aɪ/s]), más conocida por su nombre anterior Musikhalle Hamburg (lit. ‘Salón de la Música de Hamburgo’), es una histórica sala de conciertos de la ciudad de Hamburgo, al norte de Alemania, sede actual de la Orquesta Sinfónica de Hamburgo. Construida al estilo neobarroco e inaugurada en 1908, es la estructura principal de la Johannes-Brahms-Platz, adyacente a los jardines de Planten un Blomen y parte del conjunto de monumentos de la Hamburg-Neustadt.
Junto a otros edificios del núcleo ajardinado, como el Museo de Historia de Hamburgo, el folclórico edificio forma parte de la historia cultural de la ciudad hanseática y consta en su registro de patrimonio histórico. Desde 2017, comparte administración y dirección general con la Filarmónica del Elba (inaugurada ese año).

## Descripción

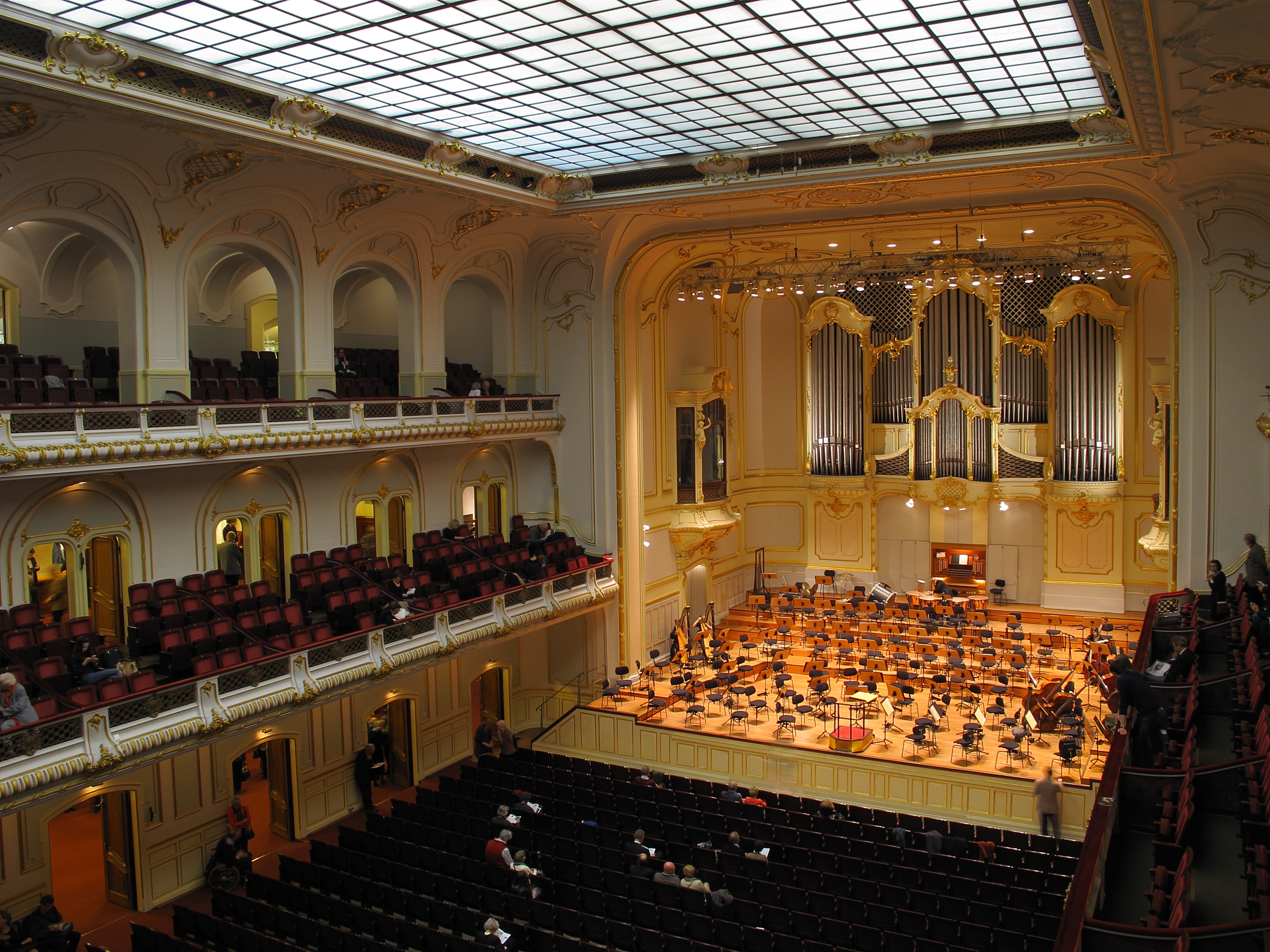
EL Gran Salón

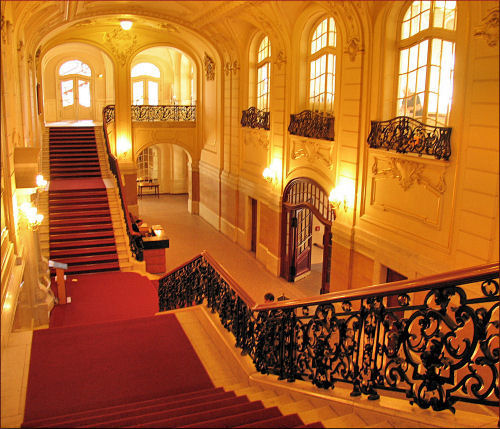
Escalinatas interiores

Durante más de cien años (en junio de 2008 se celebró el centenario de su inauguración con numerosos conciertos y actuaciones), la Laeiszhalle era el principal escenario musical de Hamburgo, conocida por sus excelentes propiedades acústicas y el ambiente especial que irradia. Poco después de su inauguración ya acogía a grandes compositores, como Richard Strauss, Serguéi Prokófiev, Ígor Stravinski y Paul Hindemith, que dirigieron en ella sus propias obras. En conciertos que marcaron una época, el público podía disfrutar de leyendas como Maria Callas, o estrellas en ciernes como Yehudi Menuhin (a los 12 años) o un joven Vladimir Horowitz.
Incluso tras la apertura de la Filarmónica del Elba en 2017 y la fama mundial que ha alcanzado, la Laeiszhalle sigue siendo considerada una de las mejores salas de conciertos de Europa. La Orquesta Sinfónica de Hamburgo, siendo la orquesta residente del lugar, actúa en ella regularmente, al igual que muchas otras orquestas, coros y artistas. Destacados pianistas como Grigori Sokolov o Martha Argerich, y vocalistas como Cecilia Bartoli o Jonas Kaufmann, eligieron al edificio hamburgués como el cénit de sus giras europeas.
Más allá de la música clásica, la Musikhalle ha acogido a lo largo de los años a múltiples eventos y conciertos de beat, rock, pop y jazz.

### Arquitectura y propiedades
La Musikhalle dispone de dos salas para actuaciones orquestales, a saber, el Gran Salón y la Sala Menor, con 2025 y 640 butacas respectivamente. El Gran Salón presenta un singular techo de cristal y un diseño interior neobarroco que le ha convertido en un atractivo escenario tanto acústica como arquitectónicamente. En su pared trasera se encuentra el gran órgano, construido en 1951 por Rudolf von Beckerath, conocido por el uso que se le ha dado durante siete décadas. Sin embargo, no es el órgano original de la casa, el cual había sido diseñado por el famoso constructor de órganos Eberhard Friedrich Walcker bajo su empresa Walcker Orgelbau e inaugurado junto al edificio en 1908. El actual órgano de Von Beckerath acaba de ser vendido (2021) con el propósito de reconstruir con métodos modernos el órgano original y recuperar su característica sonoridad.
La Sala Menor fue diseñada para ofrecer un escenario más íntimo, y acoge sobre todo conciertos de música de cámara y recitales, además de actuaciones infantiles y eventos de jazz, aunque durante un tiempo —después de la Segunda Guerra Mundial— se convirtió en salón de baile. En 2009, pasó por una importante reconstrucción que tenía como fin la restauración de su aspecto de 1954. Hoy en día es una de las pocas salas de conciertos europeas que conservan un auténtico diseño de los años 1950.
Además de las salas, el edificio cuenta con otros espacios para el espectáculo. El vestíbulo Brahms debe su nombre a la escultura simbolista de Johannes Brahms, realizada en mármol por Leipzig Max Klinger en 1909. Este espacio «de aire festivo» acoge a conciertos de música de cámara, recepciones y sesiones de cine y fotografía. Al mismo tiempo, sirve como el centro gastronómico del edificio. Por su parte, el llamado Estudio E es un pequeño y exclusivo escenario distinguido por su suelo de parqué ligeramente elevado y su balaustrada circundante. El espacio, que disfruta de una luz natural directa, está dispuesto en forma de una terraza y ofrece asientos para 150 espectadores.

## Historia

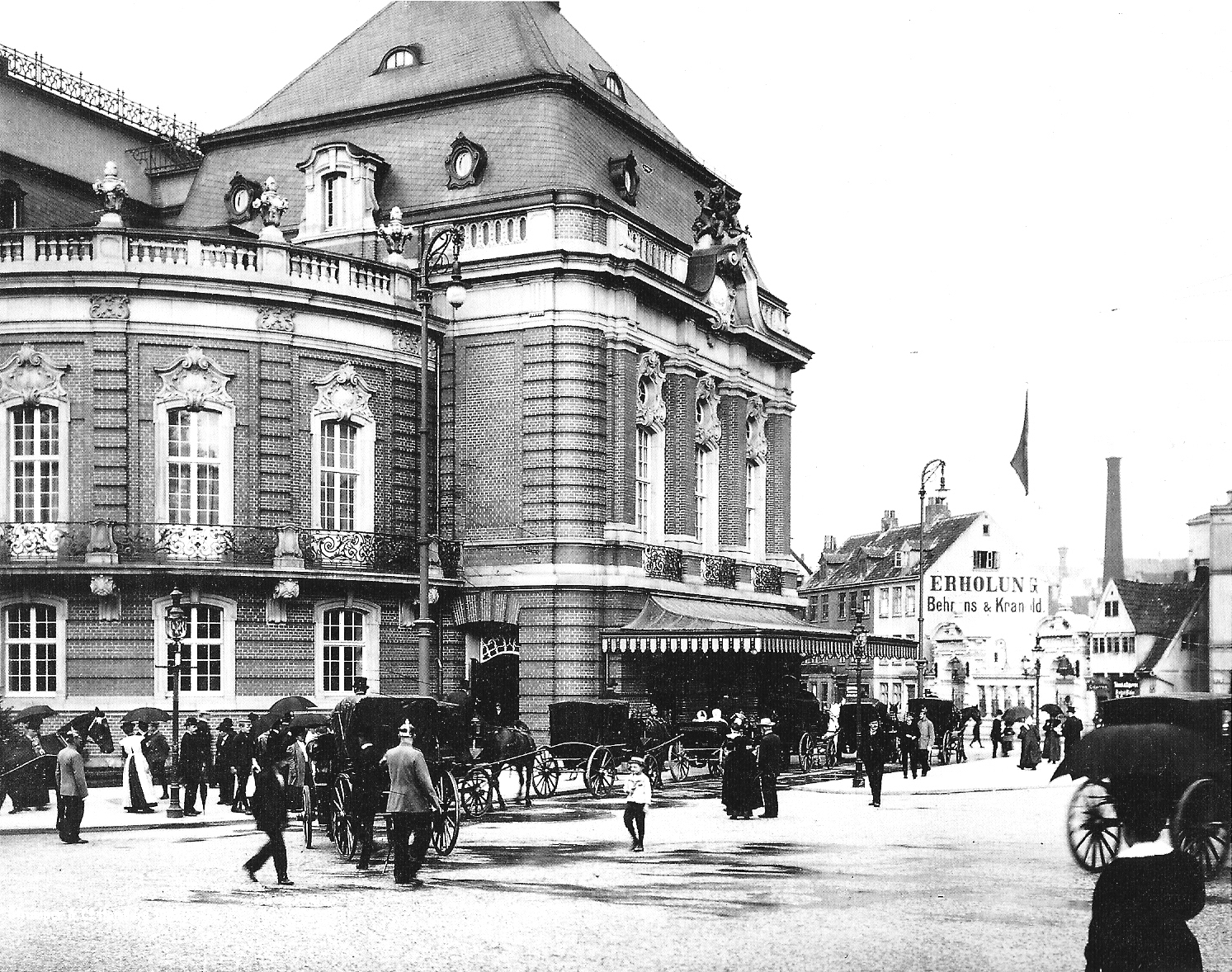
La Laeiszhalle el 4 de junio de 1908, día de la inauguración

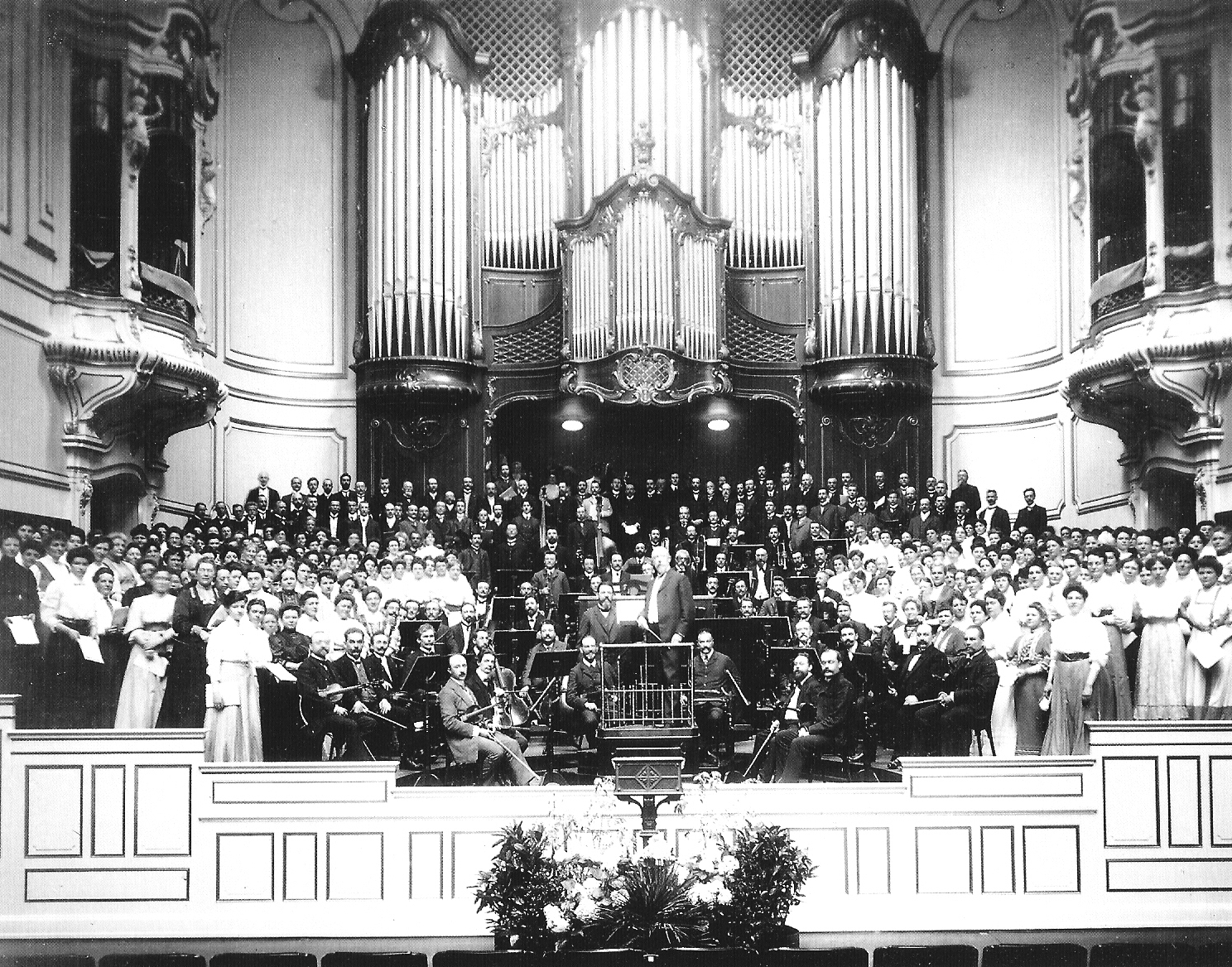
El concierto de inauguración, 4 de junio de 1908.

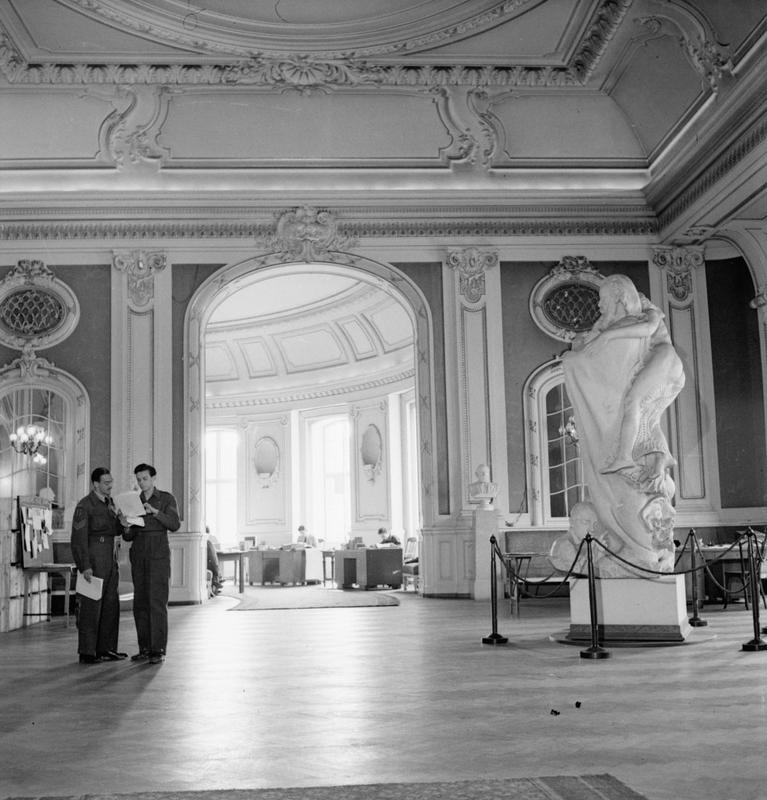
El Servicio de Radiodifusión de las Fuerzas Británicas en la Musikhalle, 1945.

La Laeiszhalle fue construida entre 1904 y 1908 bajo la dirección de los arquitectos Martin Haller y Emil Meerwein al estilo historicista tardío (neobarroco alemán), siendo el terreno cedido por la ciudad a este fin una parcela de la carretera de circunvalación n.º 1 (Wallring). A la hora de su inauguración, el 4 de junio de 1908, fue la sala de conciertos más grande y más moderna de toda Alemania.
El desarrollo y financiación del proyecto fueron posibles gracias a la donación post mortem del naviero y empresario Carl Laeisz (cuyo nombre recibe la edificación). Laeisz era un hanseático, y su donación es ejemplo del mecenazgo de miembros de esta clase social de las ciudades libres hanseáticas a finales del siglo XIX y principios del siglo XX, que financiaban gran parte de los monumentos arquitectónicos de la época, convirtiendo a las principales ciudades de la región —Hamburgo, Bremen y Lübeck— en destacados centros culturales del Imperio alemán. El empresario hamburgués donó 1,2 millones de marcos de la época con el fin de erigir «un lugar digno para la práctica y el disfrute de una música noble y seria», si bien tras su muerte, su viuda elevó el importe de la donación a dos millones de marcos.
El edificio contaba ya desde su fundación con un sistema de ventilación y calefacción centralizada avanzado para la época, diseñado por la empresa Imtech (entonces Rudolph Otto Meyer GmbH), la misma que había instalado los sistemas de calefacción urbana y ventilación del Ayuntamiento de Hamburgo a finales de 1897.
La Musikhalle sobrevivió la Segunda Guerra Mundial prácticamente intacta, y en los años posteriores fue el lugar escogido por las fuerzas armadas británicas (Hamburgo formaba parte de la zona de ocupación británica) como sede del Servicio de Radiodifusión de las Fuerzas Británicas (British Forces Broadcasting Service; BFBS). El célebre presentador de radio y televisión Chris Howland empezó su carrera en esta época transmitiendo de esta estación.